# Xieïta
La xieïta és un mineral de la classe dels òxids. Va ser aprobada per l'Associació Mineralògica Internacional l'any 2007. Abans de ser aprovada era coneguda amb el codi IMA2007-056.

## Característiques
La xieïta és un òxid de crom i ferro amb fórmula Fe2+Cr₂O₄. Cristal·litza en el sistema ortoròmbic. És un mineral dimorf d'alta pressió de la cromita, i podria pertànyer al grup de l'espinel·la.
Segons la classificació de Nickel-Strunz, la xieïta pertany a «04.BB: Òxids amb proporció Metall:Oxigen = 3:4 i similars, amb només cations de mida mitjana» juntament amb els següents minerals: cromita, cocromita, coulsonita, cuprospinel·la, filipstadita, franklinita, gahnita, galaxita, hercynita, jacobsita, manganocromita, magnesiocoulsonita, magnesiocromita, magnesioferrita, magnetita, nicromita, qandilita, espinel·la, trevorita, ulvöspinel·la, vuorelainenita, zincocromita, hausmannita, hetaerolita, hidrohetaerolita, iwakiita, maghemita, titanomaghemita i tegengrenita.

## Formació i jaciments
Només se n'ha trobat aquest mineral a les restes del meteorit Suizhou, un grup de dotze meteorits de ferro de 70kg. de pes caigut el 15 d'abril de 1986 al sud-est de la ciutat de Suizhou (Hubei, República Popular de la Xina).